# Effetto bolla d'ombra

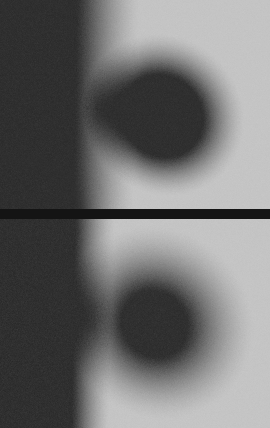
Due esempi dell'effetto bolla d'ombra.

L'effetto bolla d'ombra è un fenomeno visivo in cui un'ombra sembra espandersi o gonfiarsi quando si avvicina a un'altra, creando un'interazione fluida tra le aree d'ombra.
L'effetto si verifica quando due oggetti si trovano a distanze diverse tra una sorgente luminosa non puntiforme e uno sfondo su cui vengono proiettate le loro ombre. Quando gli oggetti si muovono trasversalmente e le loro ombre si avvicinano, quello più vicino alla sorgente luminosa inizia a impedire alla luce di raggiungere l'interno della penombra dell'altro oggetto, espandendo così la propria ombra . Questa espansione dell'ombra dell'oggetto più lontano continua finché le ombre di entrambi gli oggetti non si incontrano.
Questo effetto può essere dimostrato e compreso utilizzando la teoria del raggio sismico. 

L'ombra si distorce per l'oggetto posizionato più lontano dalla sorgente luminosa. Se entrambi gli oggetti si trovano alla stessa distanza dalla sorgente luminosa, l'effetto non si verifica.

L'effetto bolla d'ombra è spesso erroneamente ritenuto un'illusione causata dalla combinazione delle penombre di due oggetti, aiutata da fattori quali la diffrazione, la risposta non lineare e l'incapacità dell'occhio di distinguere tra contrasti diversi.